# Црква Светог Јована Крститеља у Мирановачкој Кули
Црква Светог Јована Крститеља у Мирановачкој Кули, насељеном месту на територији општине Бела Паланка, православни је храм који припада Епархији нишкој Српске православне цркве.
Црква посвећена Светом Јовану Крститељу, саграђена без одобрења министарства 1935. године. Првобитна намена цркве имала је за циљ да буде спомен костурница, тако да војска која је погинула у том крају буде сахрањена у олтарском делу као што је то урађено у цркви свете браће Кирила и Методија у Црвеној Реци. Вођени том намером, овај храм у Мирановачкој Кули има доста сличан облик са црквом у Црвеној Реци. Ова замисао никада није остварена.
Летописи говоре да је највећи иницијатор за грађење овог храма била најзаслужнија учитељица Даница Живковић. Црква је обновљена 1987. године, када је освећена од стране епископа нишког Иринеја.